# Jaraczewo (województwo zachodniopomorskie)
Jaraczewo (niem. Ferdinandshof) – dawna osada w Polsce, w województwie zachodniopomorskim, w powiecie stargardzkim, w gminie Dolice.
1 stycznia 2023 nazwa miejscowości została zniesiona.
W latach 1975–1998 miejscowość położona była w województwie szczecińskim.